# Hellraiser: Hellworld.com
Hellraiser: Hellworld.com (ang. Hellraiser: Hellworld) – amerykański horror w reżyserii Ricka Boty z roku 2005. Ósma część popularnej sagi grozy.

## Fabuła
Pięcioro przyjaciół grając w grę komputerową o nazwie Hellworld, dostaje zaproszenie na przyjęcie, które ma się odbyć na terenie jednej ze starych willi. Nie przypuszczają, że wkrótce na imprezę przybędą Cenobici...

## Obsada
- Katheryn Winnick – Chelsea
- Doug Bradley – Pinhead (Hellraiser)
- Henry Cavill – Mike
- Khary Payton – Derrick
- Christopher Jacot – Jake
- Lance Henriksen – Gospodarz